# André Moraes
André Moraes (Brasília, 6 de março de 1977) é um músico e produtor musical, autor de trilhas sonoras para cinema, teatro e televisão,  e, mais recentemente, diretor de filmes e vídeo clipes. Já foi indicado a um Grammy Latino e um MTV Video Music Brasil.

## Biografia
Ainda bastante jovem, estudou violão clássico e fez cursos de guitarra de blues e violão popular. Interessado nas relações entre música e imagens em movimento, estudou música para cinema com David Tygel (O Homem Nu, A Cor do Seu Destino) e Gabriel Yared (O Paciente Inglês e City of Angels).
Em 1996, em parceria com o baixista Denner Campollina, criou a banda Infierno e se mudou para o Rio de Janeiro, onde fizeram várias apresentações, abriram shows do Sepultura e gravaram seu único álbum, Infierno (Orbita Music, 2001).
Desde 1997, André Moraes compõe trilhas sonoras para cinema, tendo começado com o filme No Coração dos Deuses (dirigido por seu pai, Geraldo Moraes), onde trabalhou com Igor Cavalera e Andreas Kisser, ambos da Sepultura, além da participação especial de Mike Patton (Faith No More). O inusitado projeto de juntar o peso do Sepultura com batidas tribais e orquestra sinfônica rendeu prêmios de melhor trilha sonora nos festivais de Brasília (1999), Recife (2000) e Cuiabá (2000), e abriu caminho para novos trabalhos.
Em 2001, compôs a música dos filmes Ismael e Adalgisa e Terra de Deus, além do mexicano Corazones Rotos, e de ter sua composição "Satellites" (da Infierno) incluída na trilha sonora de Bicho de Sete Cabeças. Em 2003, por seu trabalho em Lisbela e o Prisioneiro, André Moraes recebeu o prêmio de "Melhor Trilha Sonora" da Academia Brasileira de Cinema, além do Disco de Ouro por mais de 100 mil cópias vendidas no Brasil e rendeu também uma indicação ao Grammy de melhor canção.
Foi também produtor musical do CD "Dante XXI", da banda Sepultura; de um CD da banda novaiorquina Lucia Lie; do CD Ao Vivo, da cantora Mart'nália; e de shows do cantor e compositor Zéu Britto.
Em 2003, a convite do diretor João Falcão, André fez a trilha da peça de teatro Homem Objeto" com Lúcio Mauro Filho, Bruno Garcia e Aramis Trindade, e que acabou sendo o embrião do programa Sexo Frágil, da TV Globo. A partir do contato com Joâo Falcão, André foi convidado para ser ator na peça infantil A Ver Estrelas, que ficou em cartaz por dois meses, abrindo novas perspectivas em sua carreira. Desde então, André foi ator no curta O Último Raio de Sol, de Bruno Torres, e protagonizou o longa Os Desafinados, de Walter Lima Júnior, ao lado de atores como Rodrigo Santoro, Selton Mello e Cláudia Abreu. em 2007, André Moraes fez a trilha sonora, junto com Gilberto Gil, do filme O Homem que Desafiou o Diabo.
A partir de 2004, André passou também a dirigir filmes, como O Destino de Miguel, que foi bastante assistido no YouTube por mais de um milhão de pessoas. Seu primeiro curta foi Opera do Mallandro (2007), curta de ficção, protagonizado pelo jovem ator Michel Joelsas, Lázaro Ramos, Wagner Moura, Lúcio Mauro Filho e Jair Oliveira, que presta homenagem ao apresentador de TV Sérgio Mallandro. Seu segundo curta-metragem, Charles Manson, já em finalizado, marca a estreia da cantora Pitty como atriz.
Em 2008, André Moraes dirigiu o videoclipe "De Você", da cantora Pitty, indicado ao VMB de melhor clipe do ano. Ao mesmo tempo, André finaliza seu primeiro álbum solo, com participação de Mike Patton (ex-Faith No More), a ser lançado nos EUA em 27 de maio de 2009.
Em 2009, estreou como apresentador do programa Beat It, na MTV e ganhou uma coluna no Jornal MTV. A trilha sonora que compôs para o filme Estranhos, do diretor Paulo Alcântara, é premiada no CINE-PE: Melhor Trilha Sonora do Festival. Em 2010, foi convidado para interpretar um boxeador no próximo filme de Walter Lima Jr. que deverá ser filmado em 2013.
Em 2010, compôs a trilha sonora do filme Muita Calma Nessa Hora e convidou a cantora e amiga Pitty para cantar e compor a canção de abertura do filme. Em 2011, compôs a trilha do filme Assalto ao Banco Central, em Los Angeles. A trilha conta com a participação de Chris Pitman, Tecladista da banda Guns and Roses. Em 2012, terminou seu primeiro álbum solo com o título "3:33". O álbum foi lançado nos Estados Unidos e Brasil em abril do mesmo ano.
Em 2013 filmou o seu primeiro longa-metragem, "Entrando Numa Roubada". O filme foi produzido pela Urca Filmes/Noizy Pictures e tem no elenco os atores Lúcio Mauro Filho, Deborah Secco, Julio Andrade e Tonico Pereira.
No dia 25 de setembro de 2015, André Moraes fez uma homenagem antológica e histórica as trilhas sonoras dos filmes de terror no palco Sunset, do festival Rock in Rio. Junto com ele estavam André Abujamra e o ídolo da broadway e finalista do American Idol, Constantine Maroulis.
Em 2017 lançou sua primeira série de TV intitulada "Manual para se Defender de Aliens, Ninjas e Zumbis", pela Warner Channel. As gravações começam em outubro de 2015, e conta com um elenco de peso como Rita Lee, José Celso Martines Corrêa, Branco Mello, Evandro Santo, Daphne Bozaski, Ana Carolina Machado e André Abujamra.

## Carreira
Trilhas sonoras para cinema (longas)
- 2011: Assalto ao Banco Central
- 2010: Muita Calma Nessa Hora
- 2009: Dores e Amores
- 2009: Histórias de Amor Duram Apenas 90 Minutos
- 2009: O Homem Mau Dorme Bem
- 2009: Estranhos
- 2008: Romance
- 2007: O Homem que Desafiou o Diabo
- 2005: Celeste e Estrela
- 2005: O Coronel e o Lobisomem
- 2004: Meu Tio Matou um Cara
- 2003: O Bicho Dá, o Bicho Toma
- 2003: Casseta & Planeta: A Taça do Mundo é Nossa
- 2003: Lisbela e o Prisioneiro
- 2002: Avassaladoras
- 2002: Viva Sapato
- 2001: Corazones Rotos - México
- 2001: Ismael e Adalgisa
- 1999: No Coração dos Deuses

Trilhas sonoras para cinema (curtas)
- 2008: Manual para se Defender de Alienígenas, Zumbis e Ninjas"
- 2008: Charles Manson
- 2007: Ópera do Mallandro
- 2006: O Ensaio"
- 2005: O Segredo
- 2005: O Bicho Dá, O Bicho Toma
- 2004: Alta Tensão
- 2002: A Encomenda

Trilhas sonoras para televisão
- 2006: Avassaladoras - A Série
- 2004: Cena Aberta
- 2004: Sexo Frágil
- 2003: Papo de Anjo

Como ator
- 2008: Os Desafinados .... Paulo Cesar
- 2005: O Último Raio de Sol (curta) .... Matheus

Como diretor
- Não definido: Manual para se Defender de Aliens, Ninjas e Zumbis (telessérie)
- 2008: Manual para se Defender de  Alienigenas, Zumbis e Ninjas
- 2008: Charles Manson (curta-metragem)
- 2007: Ópera do Mallandro
- 2004: O Destino de Miguel